# 윈도우 정품 혜택
윈도우 정품 혜택(WGA, Windows Genuine Advantage)은 마이크로소프트 운영 체제가 정품인지를 온라인으로 확인하는 저작권 침해 방지 시스템이다. 몇 가지 마이크로소프트 윈도우 서비스를 접근할 때 정품 여부를 확인한다. 이를테면, 윈도우 업데이트를 받는다는지 마이크로소프트 다운로드 센터에서 특정한 파일을 내려 받을 때 이러한 시스템을 사용하게 된다. WGA는 윈도우 XP, 윈도우 비스타, 윈도우 7에 적용되었다. 반면 윈도우 2000, 윈도우 서버 2003, 윈도우 XP 프로페셔널 x64 에디션과 같은 윈도우 NT 계열 운영 체제와 윈도우 9x 계열 운영 체제에는 적용되지 않는다.
윈도우 7에서는 WGA라는 명칭 대신 WAT(윈도우 정품 인증 기술, Windows Activation Technologies)라는 명칭을 사용한다.
크래커들이 WGA를 우회하여 불법 복제된 윈도우에서도 정품으로 판단되게 만듦에 따라 윈도우 8 부터는 제외되었다.

## 기능
WGA 정품 확인 과정은 윈도우의 현재 설치본과 라이선스 키가 하드웨어와 관련하여 유효한지 확인한다. 앞서 언급했듯이, 독립 프로그램이나, 인터넷 익스플로러의 액티브엑스 컨트롤, 또는 브라우저를 통한 마이크로소프트 업데이트를 통해 이러한 과정을 수행한다. 다음의 단계를 거치게 된다.
- 마이크로소프트 다운로드나 업데이트 센터에 처음 방문한 경우, 사용자는 윈도우 소프트웨어 정품을 확인하는 액티브엑스 컨트롤을 내려받음으로써 윈도우 복사본의 정품 여부 확인을 요구하는 메시지를 받는다. 윈도우 정품 확인이 성공적이면, 추후 확인을 위해 개인용 컴퓨터에 특별한 라이선스 파일을 저장해 놓는다.
- 정품 확인이 끝나면, 업데이트 다운로드를 계속할 수 있다.

윈도우가 정품이 아니라고 판단되면, WGA는 사용자에게 경고를 알린다.
- 윈도우 비스타에서 WGA 확인 실패는 크나큰 영향을 미친다. 중요하지 않은 업데이트와 업데이트 통보를 사용하지 못하게 할뿐 아니라 WGA는 윈도우 에어로, 윈도우 디펜더, 레디부스트를 사용하지 못하게 막아 버린다.

## 통보와 방화벽
윈도우에서 기본으로 깔리지 않고 사용자가 직접 설치해 둔 개인용 방화벽의 경우, 그 가운데 일부는 방화벽이 동작하는 동안 WGA 프로세스인 wgatray.exe가 실행될 때 이를 "숨겨진 프로세스"로 정의내린다. wgatray.exe 프로세스 자체는 명백한 문제 없이 방화벽 때문에 차단당하게 된다.
어떠한 방화벽 업체는 개인용 컴퓨터로부터 정보를 가져가는 WGA 통보를 막는 도구를 공개하기도 했다.

## 확인하는 데이터
윈도우 정품 혜택은 다음의 구성 요소를 확인한다.
- 컴퓨터의 제조회사 및 모델
- 바이오스 체크섬, 제조사, 버전 및 날짜
- 맥 주소
- 도구가 컴퓨터에 할당하는 고유 번호 (전역 고유 식별자)
- 하드 디스크 드라이브 일련 번호
- 윈도우 버전, 제품 ID 및 국가
- 윈도우 제품 키[4]
- WGA 유효성 검사 및 설치 결과

## 같이 보기
- 오피스 정품 혜택 (OGA)

## 참조
1. ↑  http://www.theregister.co.uk/2006/06/22/wga_remove/
2. ↑  Genuine Microsoft Software
3. ↑  “Groklaw - Microsoft's Calling Home Problem: It's a Matter of Informed Consent”. 2015년 2월 20일에 원본 문서에서 보존된 문서. 2008년 3월 12일에 확인함.
4. ↑  불법 복제된 윈도우 XP는 학교나 기업 등에서 유출된 볼륨 라이선스 키(VLK)를 이용했는데, 불법 복제에 널리 쓰인 VLK는 마이크로소프트 서버에서 차단되고 해당 VLK를 사용한 윈도우 XP는 불법 복제된 것으로 간주하고 사용자에게 경고하며, 업데이트를 다운로드 받을 수 없게 한다. 이는 마이크로소프트 오피스 2003, 마이크로소프트 오피스 2007도 마찬가지이다.